# Graciela Agudelo
Graciela Agudelo Murguía (7 de diciembre de 1945-19 de abril de 2018), conocida como Graciela Agudelo, fue una compositora, autora y educadora mexicana. Presidió el Consejo de la Música de las Tres Américas (COMTA/IMC) y fue presidente honoraria del Consejo de la Música en México (CUMUS). Entre sus publicaciones se encuentran discos, partituras, libros, metodologías, ensayos, ponencias y artículos de fondo. También se dedicó a la pedagogía y a la difusión de la música en actividades organizativas, radiofónicas, lectivas, académicas, editoriales y de ponente y conferencista de carácter internacional.

## Obra
Autora de un extenso catálogo de obras, en su producción de música de cámara, vocal, orquestal y para instrumentos solistas, su propuesta viaja de las exploraciones estilísticas, idiomáticas, acústicas y estructurales de los primeros trabajos, a una expresión artística y de comunicación personal y libre, que se vale de cualquier técnica, según satisfaga una específica necesidad expresiva y estética. Sus obras han sido interpretadas en diversos foros, como World Music Days, Luxemburgo; Sounds of the Americas, N.Y.; International Rostrum of Composers, París; Festival Latinoamericano de Música, Venezuela; Rassegna Internazionale Alfeo Gigli, Italia; Festival Internacional Cervantino, México; World Forum on Music, Los Ángeles, EE. UU., entre otros. 
La Universidad Nacional Autónoma de México (UNAM) le ha publicado trabajos didácticos , y varias de sus obras están expuestas y analizadas en diversas tesis profesionales de licenciatura universitaria. Su obra pedagógica es objeto de la tesis de doctorado "La Mujer en la Composición Musical el Siglo XX: La obra de Graciela Agudelo y su labor pedagógica" de Leticia Armijo. UNAM, Programa Universitario de Estudios de Género/Universidad Autónoma de Madrid 
En 2002 recibió el premio "Xochipilli" (COMUARTE/INBA) como creadora destacada en el área de la música en México. Fue miembro activo de la Red de Composición e Investigación Musical de América (RICMA); miembro del Consejo Académico Honorífico de la Maestría ”Creación Musical: Nuevas Tecnologías y Artes Tradicionales”, un proyecto conjunto de la Universidad Nacional de Tres de Febrero, Arg., el Conservatorio de París y La Universided de Lille, en Francia.  (enlace roto disponible en Internet Archive; véase el historial, la primera versión y la última).

## Difusión de la música
Con el flautista mexicano Alejandro Escuer es cofundadora de ONIX ENSAMBLE, grupo de cámara dedicado a la interpretación de música contemporánea. Fue productora asociada del programa “Hacia una nueva música”, realizado para Radio UNAM; y en algunas series transmitidas por la estación Opus 94 del Instituto Mexicano de la Radio (IMER), difundió en México la música de jóvenes compositores extranjeros y promovió ante la comunidad internacional la música mexicana de calidad en todos sus géneros: étnico de tradición oral, folclórico, urbano, para niños, virreinal, del siglo XIX, Nacionalista, contemporáneo y electrónico. 
En 2002 organizó en la Cd, de México la Tribuna Musical de América Latina y el Caribe; El Forum Panamericano y Coloquio sobre la Educación Musical y el Simposio sobre la Diversidad Musical en el Contexto de la Identidad Musical de América Latina, propuesta conjunta de México y otros países de Latinoamérica. 
Concerniente a nuevos retos surgidos de la Globalización, ha presentado ponencias ante el Consejo Internacional de la Música (IMC) y otras organizaciones internacionales de apoyo a la educación y a la diversidad musical; y en 2006 fue consultora ante la UNESCO para el reporte The Protection and Promotion of Musical Diversity, en su capítulo dedicado a la Región Latinoamericana.
Agudelo está conocida por varias obras en un estilo vanguardista animado por una identidad nacionalista pero individualista.

## Discografía
- Navegantes del crepúsculo, para clarinete, fagot y piano. CD: TRÍO NEOS. Música Contemporánea Mexicana CNA/INBA/CENIDIM.
- Arabesco, para dos flautas dulces. CD: HORACIO FRANCO / Música Mexicana para Flauta de Pico. CNA/INBA/CENIDIM
- Invocación, para violonchelo. CD: SOLOS – DÚOS. José Luis Gálvez, vc. Lejos del Paraíso/SMMN/FONCA GLPD 21
- Toccata, para clavecín. CD: CLAVECÍN CONTEMPORÁNEO MEXICANO. Lidia Guerberof, clv. FONCA
- Meditaciones sobre Abya-Yala, para flauta CD: Salvador Torre. Filos del milenio. Lejos del Paraíso/FONCA GLPD 34
- Venías de ayer, para quinteto de alientos. CD: Accademia Filarmónica di Bologna. Seconda Rasseggna Internazionale “Alfeo  Gigli” Ensamble Octandre. Gianpaolo Salbego, Director.
- Meditaciones sobre Abya-Yala, para flauta. CD: World Music Days 2000.Carlo Jans / Prolim AV Studios. Luxenbourg
- Siete piezas latinas, para piano CD: EL SIGLO XX EN MÉXICO. María Teresa Frenk. ntología Pianística. QUINDECIM/FONCA QPO 38
- Meditaciones Sobre Abya–Yala, para flauta. CD: Jade nocturno. Alejandro Escuer. QUINDECIM/FUNDACIÓN BANCOMER QPO 71
- Arabesco, para dos flautas dulces. CD: HORACIO FRANCO (Reedición). INBA/CENIDIM CONACULTA/Quindecim QPO 55
- Lullaby, para voz y piano. CD: Canciones de luna. María Encarnación Vázquez.EURAMRECORDS/CONACULTA/FONCA
- Prisma, para clarinete, fagot, percusiones, piano, violoncello. CD: Cantos desde el confín /FONCA/EURAM RECORDS EURO 092-5
- Arquéfona, para piano. CD: ídem.
- Venías de ayer, para quinteto de alientos. CD: ídem.
- A un tañedor, para percusiones. CD: ídem.
- Toccata, para piano. CD: íedm.
- Espejismo, para clarinete, fagot, violín, violonchelo. CD. ídem.
- Cantos desde el confín, para flauta, mezzo-soprano, percusiones, piano, violoncello. CD: ídem
- A la media noche, arreglo para piano a cuatro manos CD: Un Encuentro con la Música /ACADEMIA DOREMÍ
- El rorro. CD: ídem
- Tres canciones tradicionales mexicanas, arreglo para coro de niños y orquesta de cámara. CD: ídem
- Suite aventuras, versión para piano CD: Aventuras / Ana María Tradatti, piano / QUINDECIM QP140
- Juegos al piano. CD: ídem.
- El carnaval de los niños. CD: ídem
- A Iñaki mientras nace. CD: ídem.
- Tres miniaturas del siglo XX. CD: ídem
- ¡Feliz Navidad!, para piano a cuatro manos. Ana María Tradatti y Marta García-Renart. CD: ídem.
- Latinblue partita, para piano. CD: ídem.
- Canciones y música para kinder y preprimaria, para voz femenina, piano y percusiones. CD: Mi caja de miel / NORMA EDICIONES S. A. Grupo Carvajal.
- Celebración del vino, para flauta. CD: Cantos A Contraluz /CONACULTA/FONCA GA001
- Navegantes del crepúsculo, para clarinete, fagot, piano. CD: ídem.
- De hadas y aluxes, para cuarteto de percusiones. CD: ídem.
- Delirante en la ría, para guitarra. CD: ídem.
- Apuntes de viaje, para cuarteto de cuerdas. CD: ídem.
- Nebulario, para flauta, trombón, vibráfono, guitarra, piano. CD: ídem.
- Quinteto místico, para cuarteto de cuerdas con percusiones y voz- CD: ídem.

## Publicaciones

### Partituras
- Arquéfona. Editorial Eurídice. Xalapa. 1991
- Navegantes del crepúsculo. Ediciones Mexicanas de Música. México.1992
- Tres miniaturas del siglo XX. Revista Bibliomúsica. INBA/CENIDIM. México. 1994
- A un tañedor. Agenda Edizioni Musicali. Bologna. 1995
- Cantos desde el confín. Agenda Edizioni Musicali. Bologna. 1995
- Cuatro canciones. Cantemos juntos. Dirección General de Materiales y Métodos Educativos de la SEP/CCOY/CONACULTA.1996
- Espejismo. ARLA Music Publishing Company. Canadá. 1999
- Tres miniaturas del siglo XX. ARLA Music Publishing Company. Canadá.1999
- Christmas carols from Latin America & Spain. ARLA Music Publishing Company. Canada. 2000
- Arquéfona. ARLA Music Publishing Company. Canadá. 2000
- Tiempo de ausencia. La Pluma del Ganso. México. 2002

### Libros y textos
- El hombre y la música. Libro. Grupo Patria Cultural. 1996
- Método GAM de iniciación musical para niños. Tomos I y II. Escuela Nacional de Música-UNAM/FONCA. 1997
- Las percusiones. Pauta N° 43 julio-septiembre. 1992
- Las mujeres compositoras. Pauta N° 47 julio-diciembre. 1993
- Contemporaneidad: una posible complicidad creativa. Revista Armonía N.º 10-11 enero/junio. Escuela Nacional de Música/UNAM. 1996
- Silvestre Revueltas: mexicano universal y sintético. Revista El Huevo. Octubre 1999
- Problemática actual de la música en las Américas. México: condición artístico-laboral del músico. Forum Panamericano sobre la condición del artista músico. Buenos Aires. Consejo de la Música de las Tres Américas (COMTA). Federación Internacional de Músicos (FIM). UNESCO. 2001
- La música: un factor de evolución social y humana. Summa Testimonial. Consejo de la Música en México / CIM/UNESCO.
- A retos globales, respuestas conjuntas. Programa UNESCO Many Musics Action Programme. Fomento a la Diversidad Musical y Políticas Internacionales. 30ª Asamblea General. CIM/UNESCO. Montevideo, 2003
- Música y tradición en los medios. Foro Panamericano sobre Diversidad Musical “Tejiendo Redes”. CIM/UNESCO, Consejo de la Música de las Tres Américas (COMTA), Consejo Paraguayo de la Música. Asunción, Paraguay. 2004
- Los inventos científicos y la salvaguarda de su proyección social: un imperativo de la academia. Congreso Internacional La ciencia y el humanismo en el siglo XXI: Perspectivas. Universidad Iberoamericana de la Ciudad de México, marzo-abril de 2006.
- En los Claros del Tiempo. Cuentos de Luz y Sombra. Ed. Trafford. Colección de cuentos cortos.

## Obras orquestales
- Sonósferas (Estreno: 28 de noviembre de 1986. Orquesta de Cámara de Bellas Artes. Dir. Ildefonso Cedillo)
- Sinfonietta (Estreno: 14 de julio de 1994. Camerata de Coahuila. Dir. Manuel de Elías)
- Parajes de la memoria: La selva (Estreno: octubre 1 y 2, 1994. Orquesta Filarmónica de la Universidad Nacional Autónoma de México. Dir. Ronald Zollman)
- Suite Aventuras (Estreno: 27 de julio de 2003. Orquesta Sinfónica Infantil de México. Dir. Sergio Ramírez Cárdenas)